# Брине (Нијевр)
Брине (фр. Brinay) насеље је и општина у источном делу централне Француске у региону Бургоња, у департману Нијевр која припада префектури Шато Шенон (град).
По подацима из 2011. године у општини је живело 161 становника, а густина насељености је износила 10,13 становника/km². Општина се простире на површини од 15,9 km². Налази се на средњој надморској висини од 250 метара (максималној 267 m, а минималној 210 m).

## Демографија
| 1962. | 1968. | 1975. | 1982. | 1990. | 1999. | 2011. |
| ----- | ----- | ----- | ----- | ----- | ----- | ----- |
| 159   | 186   | 169   | 163   | 138   | 137   | 161   |

График промене броја становника у току последњих година